# Nannoniscus camayae
Nannoniscus camayae är en kräftdjursart som beskrevs av Menzies1962. Nannoniscus camayae ingår i släktet Nannoniscus och familjen Nannoniscidae. Inga underarter finns listade i Catalogue of Life.